# 1854 год в литературе

## Книги
- «Брак при Петре Великом» — пьеса в стихах Николая Кроля.
- «Мастерская русского живописца» — пьеса Владимира Соллогуба.
- «Муму» — рассказ Ивана Тургенева (публикация в «Современнике»).
- «Не так живи, как хочется» — пьеса Александра Островского.
- «Отрочество» — повесть Льва Толстого.
- «Прохожий» — повесть Дмитрия Григоровича.
- «Свадьба Кречинского» — первая пьеса Александра Сухово-Кобылина (впервые опубликована в 1856).
- «Фру Ингер из Эстрота» — пьеса Генрика Ибсена.
- «Эмма Браун» — неоконченный роман Шарлотты Бронте, дописанный Клэр Бойлан и изданный в 2003 году.
- «Gendre de Mr. Poirier» — комедия французского драматурга Эмиля Ожье.
- «Стихотворения, или Досуги Фёдора Смурова» — дебютный сборник стихов поэта-самоучки Фёдора Смурова.

## Стихотворения
«Кто кому нужнее?» («Итак, не сказка уже это…») — анонимное стихотворение 1854 года. Опубликовано в газете «Северная пчела», затем в других изданиях в годы Крымской войны

## Родились
- 14 июля — Макс Буркгардт, австрийский писатель, драматург (умер в 1912).
- 15 июля — Оскар Линке, немецкий писатель, поэт и журналист (умер в 1928).
- 2 сентября — Ханс Хенрик Егер, норвежский писатель-анархист (умер в 1910).
- 9 октября — Жозе ду Патросиниу, бразильский писатель, журналист (умер в 1905).
- 16 октября — Оскар Уайльд, английский писатель (умер в 1900).
- Элизабет Мид-Смит, ирландская писательница (умерла в 1914).

## Умерли
- 29 сентября — Бисента Могель, баскская писательница, баснописец (родилась в 1782)
- 3 декабря — Иоганн Петер Эккерман, немецкий литератор, поэт (родился в 1792).
- Мохаммад Ибрагим Заук, индийский поэт на урду (родился в 1789).